# 郭茂林
郭 茂林（かく もりん、Kaku Mo-rin, 1920年7月27日 - 2012年4月7日）は、台湾生まれで日本へ帰化した建築家。建築研究者。
KMG(Kaku Morin Group)設計事務所を創設して日本初の高層ビルである霞が関ビルディングから新宿の超高層ビル群、母国台湾の超高層ビルや都市計画に携わる。没年である2012年に彼をテーマにしたドキュメンタリー映画「巨塔の男 - 郭茂林」が制作された。

## 来歴
日本統治時代の台北市で生まれ、日本式の教育を受けた。台北州立台北工業学校（戦後に台北工業専門学校、現・国立台北科技大学）を1940年に卒業する。学業成績優秀のため、台北工業学校校長で担任の千々岩助太郎の紹介により、日本本土の東京帝国大学工学部建築学科に聴講生・助手として奉職。終戦後に日本国籍を取り、岸田日出刀研究室に在籍。以降吉武泰水らと、戦後しばらくは建築計画学の研究に勤しむ。
1968年に完成する霞が関ビル（三井不動産、施工は鹿島建設、日本建築学会技術支援）ではグループ全体の統率を担当するため、霞が関三井グループ（KMG）企画室室長に就任。霞が関ビル建設にあたり､三井不動産･鹿島建設･日本建築学会のコーディネーター役を務める。ビル完成後、建築設計事務所・郭茂林グループ（KMG）を設立。
その後新宿副都心の超高層ビル街の構想・設計では新宿新都心開発協議会主査を務め、さらに浜松町の世界貿易センタービルディング、池袋のサンシャインシティの構想・設計に関与する。その間、地下工法や鉄骨組等日本の技術を逐次台湾に伝えるべく、台湾の高層ビル建設にもすべて関与する。
2007年、華光奨受勲。
2012年4月7日に急性腎不全のため死去。
2012年10月、酒井充子監督のドキュメンタリー映画「空を拓く〜建築家・郭茂林という男」が東京国際映画祭で上映された。2016年5月には、生前の功績を表彰し、台湾政府から総統褒揚令（褒章）を受けた。

## 著書
- 郭茂林『超高層建築設計例』彰国社〈建築学大系 : 改訂増補 / 建築学大系編集委員会編, 追巻〉、1972年12月1日。ISBN 978-4395140442。 NCID BN00502660。

## 著作論文
- 成蹊新校舎の設計について(特に教室周りについて) 「日本建築学会研究報告」13号 1951年8月
- 教室廻りの設計方針 「日本建築学会研究報告」17号 1952年3月
- 総合病院の設計  岸田日出刀，吉武泰水らと 「日本建築学会研究報告 11号 1951年5月
- 病院の食事サービスについて　 山本俊介らと 「日本建築学会研究報告」 13号 1951年8月
- 国立大阪病院結核病棟の設計について　 岸田日出刀らと  「日本建築学会研究報告」13号 1951年8月
- 結核療養所の標準的設計  田口正生, 吉武泰水らと「日本建築学会研究報告」17号 1952年3月
- 鉄筋コンクリートアパートの設計について 吉武泰水，鈴木成文らと 「日本建築学会研究報告」13号 1951年8月
- 特集・超高層ビルの諸問題 超高層ビルの功罪とその存在意義、「電設工業」1982年1月号、間:28号 ISSN 0374-3128
- 青いガラス (新宿三井ビルディング〔設計・三井不動産,日本設計事務所,武藤構造力学研究所〕) 新建築 50(3), p251, 1975年3月号
- 研究と教育の分離 : 教育的プロを育てよ (1・3建築家の立場から,1.建築教育に何を期待するか?,主集 建築教育はいかにあるべきか?) Journal of architecture and building science 85(1022), 294-295, 1970年4月20日号
- 超高層時代にかける夢 『潮』 (114), 228-237, 1969年7月
- 霞が関ビル雑感 (霞が関ビルディング〔設計・三井不動産・山下寿郎設計事務所〕) 新建築 43(6), 156-157, 1968年6月号
- Turning Point of Town Planning and Legislation (FEATURFS Turning Point of Town Planning and Legislation) Journal of architecture and building science 82(989), 777-785, 1967年12月20日号
- 高層建物の設計計画と防災 (高層建築の設計計画と防災) (第1回日本建築祭研究協議会)Journal of architecture and building science 79(945), 642-643, 1964年10月20日号
- On the duty of the planner in designning office super blocks. Journal of architecture and building science 79(941), 327-329, 1964年6月20日号

## 作品
（日本、超高層ビル以外）
- 成蹊中学校校舎（東京都武蔵野市 吉武泰水，伴好弘らと, 1950年）
- 三井記念病院（東京都千代田区 吉武泰水，香山寿夫，高橋鷹志，三井不動産設計部，日本設計事務所らと。1970年）
- 新お茶の水ビルディング（東京都千代田区）
- ららぽーと船橋ショッピングセンター（千葉県船橋市）
- 台北駐日経済文化代表処代表官邸（東京白金台, 1988年完成)

（構想案）
- SKK環境整備計画'76（新宿副都心4号街路に関する歩車共存案の提案）

（台湾での作品）
- 台泥大楼-辜氏企業台湾セメント公司台湾セメントビル（台北市中山区中山北路、1998年）
- 台北駐日経済文化代表処建物
- 台北駅前新光人寿ビルプロジェクト・台北站前新光摩天大樓（新光生命保険本社、台北市）
- 林口特定區計劃（特定地域計画）
- 中国国際商銀台北總行大樓（中国国際商業銀行本店ビル。鹿島建設技術指導、施工・栄民工程、台北）
- 台北市信義地区未來副都心計画 (1970年代に，台北市長李登輝の招待）
- 台北信義計劃區国泰金控大樓（キャセイ金融持ち株社台北信義ビル）
- 台南市中山路太子大樓建物（中山路、台南市, 1980年）
- 台北火車站（台北駅。陳其寬、沈祖海らと）
- 台北火車站特區（台北駅特区）。特区の都市設計・北門から樺山資紀中古駅に保存
- 台北駅・中華路地区地下街建設プロジェクト
- 台北羅斯福路台電大樓（台湾電力ビル、ルーズベルトロード、台北市）
- 台北重慶南路一銀總行大樓 （廖慧明らと、第一商業銀行台北本店ビル）
- 台北市三連大樓（基隆路、台北市）
- 仁愛路国泰大樓（国泰生命本社・国泰人寿ビル、廖慧明らと）
- 台北林口東華高爾夫球場（イーストゴルフコース林口）
- 高鐵捷運台北車站（新幹線台北駅、陳其寬, 沈祖海らと, 2009年）